# Urna del Gran Jaguar

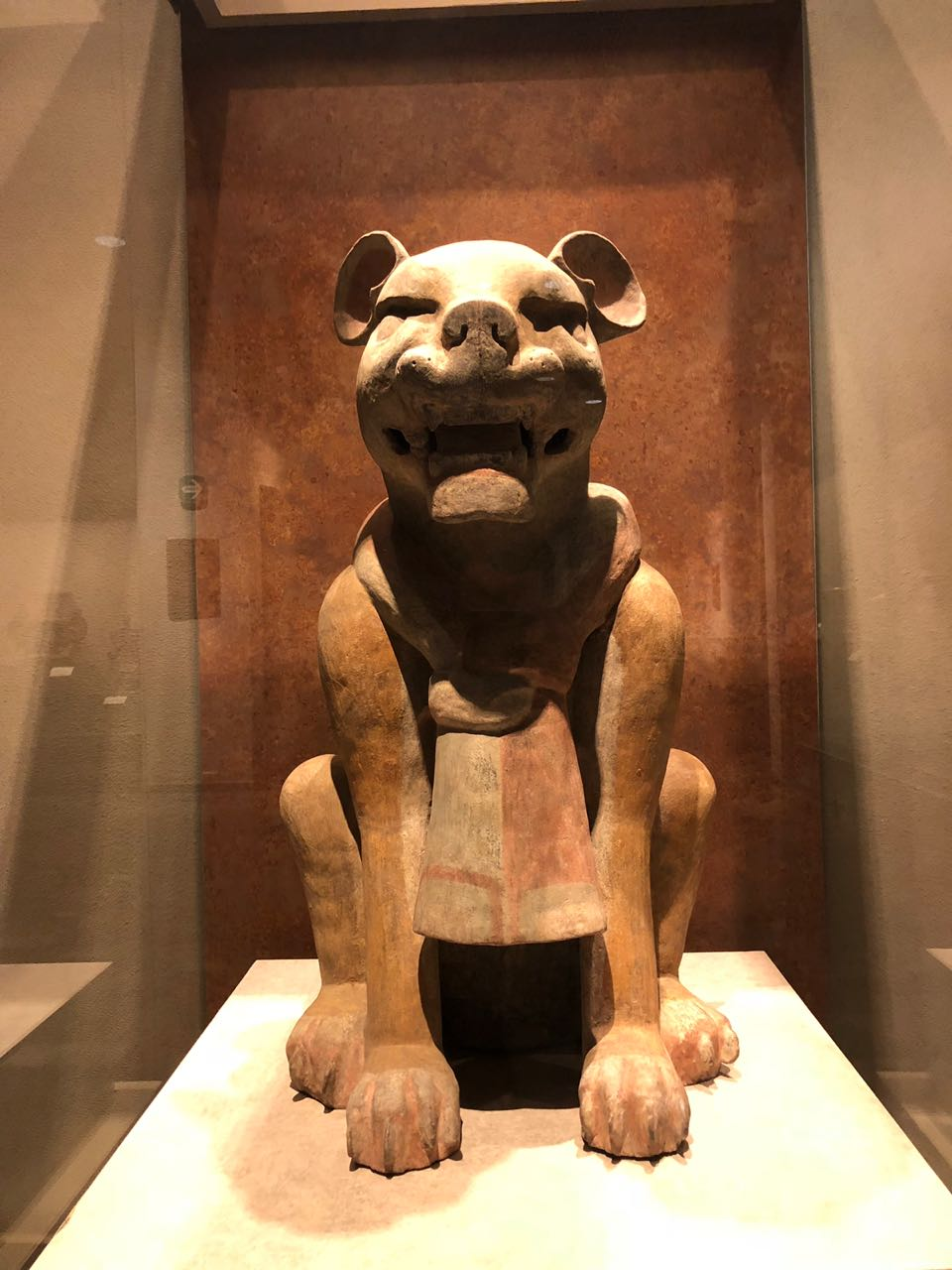
Urna del gran jaguar, en su vitrina del Museo Nacional de Antropología

La urna del Gran Jaguar es una escultura de cerámica correspondiente al período Preclásico Tardío mesoamericano concretamente a la cultura zapoteca. Representa a un "jaguar con las fauces semiabiertas y las garras expuestas, porta un collar o bufanda con un nudo al pecho y motivos en azul y rojo. La pieza se exhibe de forma permanente en el Museo Nacional de Antropología (México) situado en la Ciudad de México. Destaca la circunstancia de conservar parcialmente su decoración cromática original.
La pieza, con sencillos diseños que representan pintura facial o tatuajes, fue encontrada completa en un basurero de la época prehispánica adyacente a la plataforma oeste del edificio M de Monte Albán y es posible que tuviera un uso ritual, en ceremonias dedicadas al culto a los muertos, donde era común el uso de este tipo de urnas con figuras de tamaño cercano al real . Entre la cultura zapoteca el jaguar representaba al mismo tiempo la tierra y la fecundidad y su rugido era considerado como la voz de las montañas. Fue considerado el dios tutelar de Monte Albán y símbolo del poder de esa ciudad prehispánica. Fue tal la importancia del jaguar, que algunos autores sugieren que la ciudad de Monte Albán pudo llamarse Cerro del Jaguar.

## Características
- Técnica: alfarería.
- Material: cerámica.
- Medidas: 88.5 x 51 x 53 cm.